# Східно-швейцарський університет прикладних наук
Східно-швейцарський університет прикладних наук (нім. Fachhochschule Ostschweiz, FHO) — університет, що складався з декількох вищих навчальних закладів, розташованих у різних кантонах східної Швейцарії.

## Структура
Університет прикладних наук Західної Швейцарії мав такі підрозділи:
- Вища школа прикладних наук Санкт-Галлена — FHS (кантони Санкт-Галлен, Тургау, Аппенцелль-Ауссерроден, Аппенцелль-Іннерроден)
- Вища технічна школа Рапперсвіля — HSR (кантони Санкт-Галлен, Швіц, Гларус)
- Курський інститут техніки і економіки — HTW (кантон Граубюнден)
- Міждержавний технологічний інститут — NTB (кантони Санкт-Галлен, Граубюнден і держава Ліхтенштейн)